# Logone Occidentale

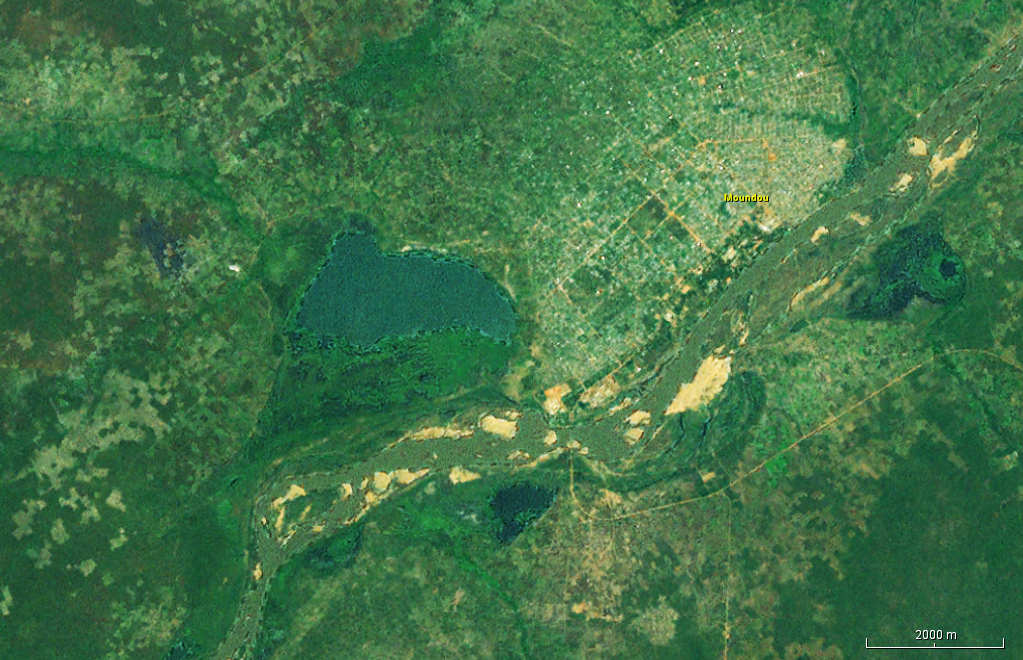
Immagine satellitare della città di Moundou con il lago Ouei ad ovest e il Logone Occidentale.

Il Logone Occidentale è un fiume dell'Africa centrale, da alcune fonti considerato solo una parte del Logone.

## Corso
Circa 30 km a nord/nord-est della triplice frontiera tra Camerun, Ciad e Repubblica Centrafricana, il Vina e lo Mbéré si uniscono al confine tra Ciad e Camerun. Il tratto successivo fino alla confluenza con il Pendé, lungo circa 250 km, è, a seconda delle fonti, considerato parte dello Mbéré (come a volte anche lo stesso Vina) o, nella maggior parte dei casi, trattato come un fiume a sé, il Logone Occidentale, appunto. A volte l'aggettivo Occidentale viene semplicemente omesso, in quanto il Logone Orientale viene quasi sempre chiamato Pendé.

## Idrometria
La portata del fiume è stata misurata in m³/s presso la stazione di Moundou.